# Anneli Parts
Anneli Parts (* 12. November 1968 in Tartu, geborene Anneli Lambing) ist eine estnische Badmintonspielerin und -trainerin.

## Karriere
Anneli Parts gewann unter ihrem Geburtsnamen Lambing 1985 ihren ersten nationalen Titel in Estland. Bis 1995 gelangte sie zu elf weiteren Meisterehren. Nach ihrer aktiven Karriere war sie als Trainerin tätig.

## Sportliche Erfolge
| Saison | Veranstaltung                  | Disziplin   | Platz | Name                           |
| ------ | ------------------------------ | ----------- | ----- | ------------------------------ |
| 1985   | Estland: Einzelmeisterschaften | Damendoppel | 1     | Terje Lall / Anneli Lambing    |
| 1987   | Estland: Einzelmeisterschaften | Damendoppel | 1     | Terje Lall / Anneli Lambing    |
| 1988   | Estland: Einzelmeisterschaften | Dameneinzel | 1     | Anneli Lambing                 |
| 1988   | Estland: Einzelmeisterschaften | Damendoppel | 1     | Terje Lall / Anneli Lambing    |
| 1989   | Estland: Einzelmeisterschaften | Mixed       | 1     | Ain Matvere / Anneli Lambing   |
| 1989   | Estland: Einzelmeisterschaften | Dameneinzel | 1     | Anneli Lambing                 |
| 1989   | Estland: Einzelmeisterschaften | Damendoppel | 1     | Anneli Lambing / Maili Karindi |
| 1990   | Estland: Einzelmeisterschaften | Mixed       | 1     | Ain Matvere / Anneli Lambing   |
| 1990   | Estland: Einzelmeisterschaften | Dameneinzel | 1     | Anneli Lambing                 |
| 1990   | Estland: Einzelmeisterschaften | Damendoppel | 1     | Anneli Lambing / Maili Karindi |
| 1994   | Estland: Einzelmeisterschaften | Mixed       | 1     | Raul Tikk / Anneli Parts       |
| 1995   | Estland: Einzelmeisterschaften | Mixed       | 1     | Raul Tikk / Anneli Parts       |